# 10th Anniversary Live -偶然!?-
『10th Anniversary Live -偶然!?-』（10th Anniversary Live -ぐうぜん!?-）は、遊助が2019年2月28日に日本武道館で行ったソロデビュー10周年記念ライブであり、このライブを収録したDVDとBlu-ray Disc。

## 概要
この公演でソロ公演228公演目となり、2月28日に228公演目を行うという記念すべき回となった。

## DVD/Blu-ray
2019年7月3日にソニー・ミュージックレコーズから同時発売された。

### 収録内容
1. OPENING
2. M-1 ひまわり
3. M-2 みんなのうた
4. ENCORE
5. EN-1 Yellow Bus
6. EN-2 ミツバチ
7. MC
8. EN-3 たんぽぽ
9. EN-4 銀座線
10. EN-5 俺なりのラブソング
11. MC
12. EN-6 俺と付き合ってください。
13. MC
14. EN-7 わがまま
15. EN-8 檸檬
16. DANCE SHOW CASE
17. EN-9 ルーレット
18. EN-10 今夜は無礼講
19. EN-11 わんぱく野球バカ
20. MC
21. EN-12 全部好き。
22. EN-13 ライオン
23. EN-14 ひと
24. MC
25. EN-15 一笑懸命
26. EN-16 チャンピオン
27. W-ENCORE
28. WEN-1  砂時計
29. WEN-2  いちょう
30. MC
31. WEN-3  History Ⅶ

- Blu-ray限定 特典映像
  - Documentary of 遊助 10th Anniversary Live -必然!!-
- Blu-ray限定 特典副音声
  - 遊助&DJ N.O.B.B　Commentary(副音声)